# سیارک ۱۰۴۵۵
سیارک ۱۰۴۵۵ (به انگلیسی: 10455 Donnison، نامگذاری:1978NU3) ده هزار و چهارصد و پنجاه و پنجمین سیارک کشف شده‌است که در ۹ ژوئیه ۱۹۷۸ کشف شد.
قدر مطلق سیارک برابر ۱۸٫۶ است.